# Solwara 1

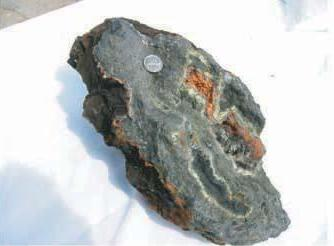
Massivsulfidprobe von der Flanke eines hydrothermalen Schlotes

Solwara 1 (Tok Pisin Salzwasser oder Meer) ist eine Metallsulfid-Lagerstätte am Meeresboden der Bismarcksee, vor den Küsten der zu Papua-Neuguinea gehörenden Inseln Neubritannien und Neuirland. Ab 2013 sollte die kanadisch-australische Aktiengesellschaft Nautilus Minerals Inc. hier in 1700 m Wassertiefe unter dem Meeresspiegel mit dem Abbau von Meeresboden-Massivsulfiden (Seafloor Massive Sulfides, SMS), Verbindungen aus Schwefelwasserstoff und Metallen, die Kupfer, Zink und Spuren von Gold und Silber enthalten, beginnen. Solwara 1 war das weltweit erste Projekt zur Gewinnung von Bodenschätzen aus sulfidhaltigem Gestein in der Tiefsee. 2019, nach der Insolvenz von Nautilus Minerals und einem vergeblichen Versuch der Regierung von Papua-Neuguinea das Projekt zu retten, gilt es als gescheitert.

## Lage
Das Gebiet befindet sich im östlichen Manus-Becken, 50 km nördlich von Rabaul und 95 km westlich der Insel Niolam an der Nordflanke des aktiven submarinen Vulkans North Su, innerhalb des 200 Seemeilen Bereiches der nationalen Ausschließlichen Wirtschaftszone (EEZ) von Papua-Neuguinea.

## Geologie
Das Gebiet Solwara 1 umfasst eine mineralisierte Zone von mindestens 1,3 km Länge und 80 bis 200 m Breite. Die Geologen definierten dort bisher 2,17 Millionen t abbauwürdiges, erzhaltiges Gestein mit durchschnittlich 7,22 % Kupfer, 6,24 g Gold, 31,39 g Silber und 0,64 % Zink.
Metallsulfide bilden sich im Umfeld von Schwarzen Rauchern an plattentektonisch aktiven Zonen. Im Gebiet der Bismarcksee stoßen die Pazifische Platte und die Australische Platte aufeinander. Tief in die Klüfte eindringendes kaltes Meerwasser wird durch darunter liegende Magmakammern erhitzt. Das 300 °C bis 360 °C heiße Wasser tritt anschließend wieder aus dem Meeresboden aus. Auf diesem Weg löst es Schwefel und Metalle aus dem Gestein. Wenn die Lösung mit dem kalten Meerwasser in Berührung kommt, fallen die größeren Metallsulfid-Partikel aus und bilden einen hydrothermalen Schlot, während sich die feineren Partikel in der Umgebung ablagern. Diese Schwarzen Raucher sind in der Regel etwa zehn Meter hoch und einige Meter breit. Wenn sie zerfallen und sich an der gleichen Stelle wieder neue Schwarze Raucher bilden, können mit der Zeit Hügel größeren Ausmaßes entstehen.

## Erste Vorbereitungen für den Tiefseebergbau
Die Lagerstätte Solwara 1 wurde 1996 durch die australische Commonwealth Scientific and Industrial Research Organisation (CSIRO) entdeckt.
Im März 2005 führte Nautilus Minerals in einem Joint Venture mit dem kanadischen Bergbaukonzern Placer Dome Inc. im Gebiet Solwara 1 Side-Scan-Sonar-Untersuchungen und Probenentnahmen mit der Kettensack-Dredge durch. 2006 ergaben Proben, die Nautilus Minerals in Zusammenarbeit mit dem ozeanographischen Forschungsinstitut Woods Hole Oceanographic Institution analysierte, hohe Anteile von Kupfer, Zink, Gold und Silber.
1997 vergab Papua-Neuguinea an die Firma Nautilus Minerals die weltweit erste Lizenz zur Exploration von unterseeischen Vorkommen massiver Sulfiderze zu kommerziellen Zwecken auf einem kleinen Gebiet in 1700 m Tiefe am Vulkan North Su, das später den Namen Solwara 1 erhielt. Partner und Geldgeber fand Nautilus in den Rohstoffkonzernen Anglo American aus Südafrika (besitzt 11,1 % an Nautilus Minerals), Teck Cominco aus Kanada (6,8 %) und Metalloinvest aus Russland (21 %).
Für den Abbau benötigt Nautilus Minerals ein Spezialschiff, das für rund 25 Millionen US-Dollar pro Jahr gemietet werden sollte. Am 20. Juni 2008 wurde eine Vereinbarung mit der norwegischen North Sea Shipping Holding AS über den Bau und die anschließende Charterung eines solchen Bergbauunterstützungsschiffes, (Mining Support Vessel) unterzeichnet. Die Vereinbarung sah vor, das Schiff für fünf Jahre zu chartern, mit der Option den Chartervertrag für weitere fünf Jahre zu verlängern. Mit dem Bau des Rumpfes auf der türkischen Werft RMK Marine in Tuzla südlich von Istanbul wurde im August 2008 begonnen.
Nach Abschluss der Rumpffertigung sollte das Schiff in der Werft Astilleros Barreras in Vigo, Nordspanien ausgestattet werden, die Fertigstellung war für Juni 2010 geplant.
Das geplante Spezialschiff war 160 m lang, 30 m breit, hatte einen Tiefgang von 7 m, eine Decksfläche von 2.900 m² sowie eine Tragfähigkeit von 14200 t. Ein 400 t Kran mit aktiver Seegangskompensation und einer Leistung von 21 MW sollte es in die Lage versetzten, in Tiefen von 2500 m zu arbeiten. Das Schiff war für eine Besatzung von 120 Mann vorgesehen.
Ein spezielles unterseeisches Abbaugerät, das Seafloor Mining Tool (SMT), eine Art ferngesteuerte Planierraupe, sollte auf dem Meeresboden fahren und mit Schneidewerkzeugen das erzhaltige Gestein an den Schwarzen Rauchern zerteilen. Zwei SMT wurden bei Soil Machine Dynamics Ltd. in Newcastle upon Tyne für 65,5 Millionen US-Dollar geordert. Das abgebaute Erz sollte mit einem bei Technip USA für 116 Millionen US-Dollar bestellten Liftsystem zum Transport der Erze an die Oberfläche, dem Riser and Lifting System (RALS). in 30 cm im Durchmesser starken Rohren zum Schiff hoch gepumpt und auf dem Bergbauschiffs vorverarbeitet werden. Anschließend würde es auf Lastkähne umgeladen, an Land zu einer Erzaufbereitungsanlage gebracht, zu einem stark goldhaltigen Kupferkonzentrat verarbeitet und in eine Kupferschmelzerei abtransportiert.
Nachdem Nautilus Minerals im Dezember 2008 verschiedenen Aufträge, darunter die Vereinbarung vom 20. Juni 2008 mit North Sea Shipping Holding AS über den Bau des Bergbauunterstützungsschiffes wegen der globalen Konjunkturabschwächung gestoppt hatte und den Bau der Anlagen aufschob, erklärte die Firma im Mai 2009 rund 80 % des Systems Engineerings seien abgeschlossen. 2019 übernahm DSMF (englisch Deep Sea Mining Finance) das Projekt Solwara 1, von der insolventen Nautilus Minerals. DSMF gibt an, die Technik sei weitgehend fertig entwickelt und die Genehmigung weit fortgeschritten.

## Weitere Vorbereitungen
Das Ministerium für Umwelt und Naturschutz von Papua-Neuguinea (Department of Environment and Conservation (DEC)) erteilte im September 2009 die grundsätzliche Genehmigung (Approval in Principle) zur Umweltverträglichkeitsprüfung des Projektes. Die endgültige Umweltgenehmigung für das Solwara 1 Projekt wurde am 29. Dezember 2009 vom DEC für eine Laufzeit von 25 Jahren erteilt.
Im Oktober 2009 schloss Nautilus Minerals Inc. mit der Verwaltungsgesellschaft der Häfen von Papua-Neuguinea (PNG-Ports Corporation Limited, PNGPC), eine vertragliche Vereinbarung, die für drei Jahre den Umschlag von 1,5 Millionen Tonnen Erz pro Jahr im Hafen von Rabaul sichert. Eingehende Lastkähne können hier entladen, das Erz zwischengelagert und zum Export wieder auf Schiffe verladen werden.
2011 wurde bekannt, dass Nautilus Minerals Inc. und die Reedereigruppe Harren & Partner mit Sitz in Bremen, im Bereich des Abbaus von Rohstoffen aus dem Meer im Rahmen einer strategischen Partnerschaft zusammenarbeiten wollen. Zum Erwerb und Betrieb eines Produktionsschiffes wurde ein Schiffs-Joint Venture gegründet. Harren & Partner ist für den Bau des Spezialschiffes zuständig. Der Germanischen Lloyd klassifizierte den Entwurf für einen 208 m langen und 40 m breiten Neubau, der über eine Tragfähigkeit von
18.800 tdw verfügen wird. Von dem Schiff aus sollen die Geräte für den Abbau der Massivsulfide in der Lagerstätte Solwara 1 eingesetzt und ferngesteuert werden. Es soll auf der P+S Werft in Stralsund gebaut werden, die geplante Ablieferung ist 2013. Nach der Übergabe soll der Neubau an das Schiffs-Joint Venture verkauft werden, an dem die Reederei Harren & Partner Anteile von 50,01 % hält. Die verbleibenden 49,99 % werden von Nautilus Minerals über eine Holding, an das papua-neuguineische Gasunternehmen Petromin PNG Holding Ltd mit 5 % beteiligt ist, gehalten. Anschließend ist vorgesehen, das Schiff an ein Joint Venture zum Abbau von Rohstoffen zu verchartern, das zu 70 % aus Nautilus Minerals-Anteilen und aus 30 % Petromin-Anteilen besteht. Harren ist für die Bemannung, Logistik und das Ship-Management zuständig.
Nautilus Minerals verfügt über mehr als zehn weitere potenzielle Lagerstätten in der Bismarcksee (Solwara 2–13). Zwei aussichtsreiche Projekte befinden sich nahe dem Solwara 1 Gebiet in rund 1700 m Tiefe.

## Kritik
Schwarze Raucher sind die am dichtesten besiedelten bekannten Lebensräume der Tiefsee. Auf einer Versammlung des Bismark Solomon Seas Indigenous People's Council Ende Juni 2008 wurden die Bedenken zahlreicher Dörfer und Stämme bezüglich negativer Auswirkungen auf die Umwelt und Lebensgrundlagen in den Küstengewässern Papua-Neuguineas formuliert. Die Vertreter der Küstenbevölkerung befürchten große Eingriffe in ihre Lebensumwelt und verlangten, dass die zuständigen Stellen die Risiken prüfen und ihre Bedenken ausräumen sollen.